# Barri de la Gavarra
La Gavarra és un barri de Cornellà de Llobregat, Baix Llobregat. Limita amb dos polígons industrials i amb la Carretera d'Esplugues. Amb la creació d'una ciutat jardí, la zona es va urbanitzar durant el primer terç del segle xx que a poc a poc es va densificar.

## Equipament i edificis
- CAP Bellaterra[2]
- Biblioteca Central de Cornellà
- Col·legi Sant Antoni Maria Claret
- Centre Cívic de la Gavarra[3]

## Transports
- Metro de TMB: L5 (Estació de Gavarra)
- Bus: 57, 67, 68, 94, 95, L46 i L74.